# 八字圳
八字圳是一条位于台湾桃園市的灌溉水渠，由自廣東嘉應白渡堡（今梅县区）渡台的客家人宋來高在1744年（清乾隆9年）主持修建。该水渠因属周边土地并未开发，目前保护情况相对良好。八字圳是2017年开工的“伯公潭客家信仰圈水利景觀工程”的一部分。